# Andrei Wladimirowitsch Panjukow
Andrei Wladimirowitsch Panjukow (russisch Андрей Владимирович Панюков; * 25. September 1994 in Moskau) ist ein russischer Fußballspieler.

## Karriere

### Verein
Panjukow begann seine Karriere beim FK Moskau. Zur Saison 2010/11 wechselte er in die Jugend des FK Dynamo Moskau. Im Juli 2012 debütierte er gegen Wolga Nischni Nowgorod für die Profis von Dynamo in der Premjer-Liga. Bis zur Winterpause der Saison 2012/13 kam er zu insgesamt drei Einsätzen. Im Januar 2013 wurde er an den Zweitligisten FK Chimki verliehen. Für Chimki kam er bis Saisonende zu acht Einsätzen in der Perwenstwo FNL. Mit dem Klub stieg er zu Saisonende aus der zweiten Liga ab. Zur Saison 2013/14 kehrte er nach Moskau zurück. Dort kam er bis zur Winterpause erneut zu drei Einsätzen, in denen er diesmal ein Tor erzielte. Im Januar 2014 wurde er an den Zweitligisten Spartak Naltschik verliehen. Für Naltschik kam er insgesamt zu zwölf Zweitligaeinsätzen.
Zur Saison 2014/15 wurde er innerhalb der zweiten Liga an Baltika Kaliningrad weiterverliehen. Für Baltika absolvierte er bis zur Winterpause sieben Spiele. Im Januar 2015 folgte Panjukows vierte Leihe, diesmal nach Litauen an Atlantas Klaipėda. Nach 15 Einsätzen in der A lyga, in denen er 17 Tore erzielte, wurde er im Juli 2015 von Atlantas fest verpflichtet. Insgesamt kam er zu 20 Einsätzen (mit ebenso vielen Toren) wechselte er im August 2015 leihweise nach Frankreich zum Zweitligisten AC Ajaccio. Für die Korsen kam der Russe während der Leihe zu 23 Einsätzen in der Ligue 2, in denen er sechsmal traf. Nach dem Ende der Saison 2015/16 kehrte er wieder nach Litauen zurück. Dort machte er für Atlantas zwei Spiele, ehe er im August 2016 ein zweites Mal verliehen wurde, diesmal nach Portugal an Sporting Braga, wo er für die Reserve spielte. Für diese machte er bis zur Winterpause sechs Spiele in der Segunda Liga.
Im Januar 2017 kehrte Panjukow erneut nach Klaipėda zurück und kam dort zu 14 Einsätzen in der A lyga, in denen er elf Tore machte, ehe er den Verein im August 2017 schließlich endgültig verließ und nach Russland zurückkehrte, wo er sich Zenit St. Petersburg anschloss. Für Zenit kam er in der Saison 2017/18 zu zwei Einsätzen in der Premjer-Liga, für die Reserve absolvierte er 26 Spiele in der zweiten Liga und traf dabei 14 Mal. Im August 2018 wechselte der Stürmer leihweise innerhalb der höchsten Spielklasse zu Ural Jekaterinburg. Für Ural kam er während der Leihe zu 22 Einsätzen in der Premjer-Liga, in denen er sechsmal traf. Im Juni 2019 wurde er von den Jekaterinburgern fest verpflichtet.
In der Saison 2019/20 absolvierte Panjukow 24 Spiele in Russlands höchster Spielklasse, in denen er vier Tore machte. In der Saison 2020/21 gelang dem Offensivspieler ein Tor in 16 Einsätzen. In der Saison 2021/22 kam er bis zur Winterpause sechsmal zum Einsatz. Im Februar 2022 wurde er nach Kasachstan an den FK Qysyl-Schar SK verliehen.

### Nationalmannschaft
Panjukow spielte ab der U-17 für russische Jugendnationalauswahlen und kam zwischen 2011 und 2015 insgesamt zu 42 Einsätzen im Nationaldress. Mit der U-21-Mannschaft nahm der Stürmer 2013 an der EM teil. Während des Turniers kam er zu einem Einsatz, Russland schied punktelos in der Vorrunde aus.